# Bezirksanwalt (Österreich)
Der Bezirksanwalt ist in Österreich Mitglied der Staatsanwaltschaft und vertritt als solcher die Anklage im Verfahren vor dem Bezirksgericht. Er unterliegt der Aufsicht eines Staatsanwalts. Bezirksanwälte müssen keine ausgebildeten Juristen sein.

## Nachweise
1. ↑  Zeitschrift "Öffentliche Sicherheit" - "Die Staatsanwaltschaft"